# Uriaș
Uriașii sunt figuri de mitologie sau basm, cu chip de om, mari, vânjoși, voinici, înalți de mai mulți stânjeni, cu pasul de o de poștă, cu capul cât trei ocale domnești sau mare cât o baniță. Ei pot sta la taifas de la un munte la altul, fiind în stare să se apuce cu mâinile de toartele cerului.
Uneori sunt descriși ca ciclopi, cu un singur ochi în frunte și hrănindu-se cu carne de om. De asemenea, e frecvent tipul de poveste în care copilul de Uriaș care aduce acasă în palmă (sau poală) un om cu plugul cu boi, ca pe niște jucării, iar părinții îi explică divinatoriu pieirea propriei stirpe și înlocuirea ei cu ființe mărunte. În unele zone din Oltenia și Transilvania Uriașii se mai numesc și Jidovi sau Novaci.  
Uriașii sunt cunoscuți și ca giganți care ar fi construit cetățile preistorice și movilele de pământ. În ținuturile extracarpatice movilele puse pe seama Uriașilor, care ar fi cărat pământul cu poala, sunt de origine antropomorfă, tumuli funerari din Epocile Bronzului și Fierului.